# Билашко, Мариус
Мариус Иоан Билашко (рум.  Marius Ioan Bilaşco; род. 13 июля 1981, Сигету-Мармацией, жудец Марамуреш, Румыния) — румынский футболист, нападающий.

## Клубная карьера

### Начало карьеры. Клубы I и II Лиги.
Профессиональную карьеру начал в клубе «Арджеш (Питешти)», выступавшем на тот момент в высшем румынском дивизионе Лиге I. В сезоне 1999/2000 на правах аренды был заявлен за ФК «Онешти», боровшийся за прописку в элитном дивизионе. В следующем сезоне был отдан в аренду в футбольный клуб «Политехника (Тимишоара)», выступавший в Лиге II. В середине сезона был заявлен, также на правах аренды за ФК «Бая-Маре» из одноимённого города Бая-Маре, в жудеце Марамуреш, что в 40 км от родного для Мариуса Сигету-Мармацией. По окончании сезона команда заняла второе место и получила право выхода в Лигу I, однако руководство и спонсоры клуба не смогли найти достаточное количество средств, на формирование клубного бюджета для участия в высшем дивизионе. Мариус остался в команде ещё на один сезон, по итогам которого клуб вновь занял второе место в Лиге II, после чего футболист вернулся в «Арджеш».

### I Лига: «Арджеш», «Униря», «Стяуа».
Следующие четыре с половиной года Мариус выступал за «Арджеш (Питешти)». В январе 2007 перешёл в «Униря (Урзичень)», где главным тренером был Дан Петреску. По итогам сезона 2006/2007 уже бывший клуб Мариуса «Арджеш» покинул элитный дивизион. В сезоне 2008/2009 «Униря» стал чемпионом Румынии.
На групповом этапе Лиги чемпионов 2009/10 Мариус Билашко забил, гол в матче с шотландским «Рейнджерс» из Глазго, тот матч закончился крупной победой румын с общим счётом 1-4. Билашко сыграл все шесть матчей на групповом этапе. В следующем сезоне 2009/2010 «Униря» лишился звания чемпиона Румынии, заняв второе место и уступив 3 очка «ЧФР». Для Мариуса этот сезон стал самым результативным в карьере, с 12 голами и третьей строчкой в списке бомбардиров Лиги I.
30 августа 2010 владелец «Унири» и титульного спонсора «Valachorum SA» Думитру Бускару отказался от услуг большей части футболистов основы. Ранее свои посты покинули по собственной инициативе президент клуба Михай Стойка и главный тренер Ронни Леви, перед которыми у клуба была задолженность по зарплате. По окончании сезона Униря прекратил существование. Последний матч за «Унирю» Мариус Билашко сыграл 29 августа 2010 года в 6-туре, где его команда одержала первую победу в сезоне над « ФК Васлуй» со счётом 2-1. В предыдущем туре Мариус открыл счёт своим голам, а также забитым голам команды в новом сезоне, этот гол принёс ничью с «ФК Брашов» 1-1.
31 августа 2010 года Билашко перешёл в «Стяуа», вместе с другими игроками «Унири»: Георге Галамазом, Лауренциу Маринеску, Юлианом Апостолом, Мариусом Онофрашем и бразильцем Рикардо Вилана. Оставшуюся часть сезона Мариус отыграл за Стяуа, с которым стал обладателем Кубка Румынии. В финале «Стяуа» обыграл «Динамо (Бухарест)» со счётом 2-1, где Мариус заработал жёлтую карточку и на 75-й минуте его заменил Янош Секейли.

### Зарубежная карьера, возвращение в Румынию.
В начале июля 2011 подписал контракт с клубом китайской Суперлиги «Тяньцзинь Тэда» из города Тяньцзинь. 14 июля сыграл первую официальную игру, выйдя на замену в домашнем матче с «Хэнань Констракшн».
С января по март 2012 игрок клуба Второй Бундеслиги «Энерги (Котбус)». Контракт был подписан 14 декабря 2011 и действителен до лета 2014, но уже 4 апреля игрок и клуб расторгли соглашение по обоюдному согласию. Билашко заявил, что не видит для себя перспектив в клубе. Главный тренер «Энерги» Руди Боммер в интервью немецкому спортивному изданию Kicker.de назвал это решение «логическим следствием», и что

 «В течение последних трех месяцев, Мариус не доказывает, к сожалению, что он является активом для нашей команды и серьезным кандидатом на атаку. Это честь ему, что он правильно оценивает своё положение. Его недовольство и желание перемен, на наш взгляд, можно понять. Статус Мариуса как основного игрока не подтвердился. Особенно в последнее время с выздоравливающим Мартином Фенином у нас появился еще один вариант в атаке» — Рудольф Боммер
 В августе 2011 «Энерги» подписал контракт с нападающим сборной Чехии и франкфуртского «Айнтрахта» Мартином Фенином. В середине октября Фенин был госпитализирован в больницу с подозрением на кровоизлияние в мозг. В больнице Фенин сделал заявление, что страдает от затяжной депрессии, следствием чего стало употребление наркотиков и алкоголя. Также Фенин заявил, что неспособен контролировать своё эмоциональное состояние, и ему необходима помощь со стороны. Тогдашний главный тренер «Энерги» Клаус-Дитер Воллитц с другими игроками посетил нападающего в больнице и пообещал, что клуб и команда окажут всевозможную поддержку Фенину. На время восстановления Мартин Фенин взял паузу в футбольной карьере. Мариус Билашко был призван заменить Фенина. В марте 2012 Мартин Фенин вернулся к профессиональной деятельности. Возвращение Фенина совпало с расторжением контракта с Билашко.
В августе 2012 стал игроком бухарестского «Рапида», дебют состоялся 15 сентября против «Глории (Быстрица)». Там же завершил карьеру в декабре 2012 года.

## В сборной
С 2003 года периодически привлекался в национальную сборную. Первую игру за сборную Румынии провёл 29 мая 2010 в товарищеском матче против Украины. Последний раз выходил на поле в матче против Беларуси 29 сентября 2010. Всего сыграл пять матчей – все под руководством Рэзвана Луческу.

## Достижения
В составе «Униря (Урзичени)»
- Чемпион Румынии 2008/2009

В составе «Стяуа»
- Победитель Кубка Румынии 2010/2011